# ImmoAgentur-Stadion (Bregenz)
Das ImmoAgentur-Stadion ist ein Fußballstadion mit achtspuriger Leichtathletikanlage in der österreichischen Stadt Bregenz, Landeshauptstadt des Bundeslandes Vorarlberg. Es ist die Heimspielstätte des Fußballvereins Schwarz-Weiß Bregenz und bietet 12.000 Zuschauern Platz (davon 4000 auf Sitzplätzen) sowie eine Spielfläche von 6.800 m². Das Stadion ist ca. 350 m vom Bahnhof Bregenz entfernt. Auch die Seebühne und das Festspielhaus der Bregenzer Festspiele liegen am rund 200 m entfernten Bodensee.

## Geschichte
Das damalige Bodenseestadion (bis 1994) wurde von 1950 bis 1951 mit Fußballspielfeld und umlaufender Radrennbahn aus Beton mit einer Streckenlänge von 450 m errichtet. Die Bahn wurde von den Architekten Schürmann entworfen. Nach seiner Errichtung zählte es neben dem Wiener Stadion zu den größten Stadien in Österreich. Ausgetragen werden hier die Heimspiele der Männermannschaft, die in der 2. österreichischen Bundesliga spielt. Die Spiele des Frauenteams fanden früher auch hier statt.
Von 1993 bis 1994 wurde die Spielstätte komplett renoviert und die heutige Haupttribüne, mit einem mit Holz gedeckten Dach auf einer Stahlkonstruktion, errichtet. Zu dieser Zeit erhielt die Sportstätte den Sponsorennamen Casino-Stadion, nach Casinos Austria aus Wien, einem Betreiber von Spielbanken. Um den Anforderungen seitens der österreichischen Bundesliga (SW Bregenz spielte in den Spielzeiten 1999/2000 bis 2004/05 in der österreichischen Fußball-Bundesliga) gerecht zu werden, wurde die Anlage 1999 und in den folgenden Jahren modernisiert. Spätestens 1993 erfolgte der Umbau der Radbahn zu einer Leichtathletikanlage.
Mitte 2019 wurde das Casino-Stadion umbenannt und erhielt den Sponsorennamen ImmoAgentur-Stadion, nach einem Immobilienunternehmen in Götzis.
Von Dezember 2023 bis Sommer 2025 trägt wegen Umbau des eigenen Stadion der österreichische Zweitligist Austria Lustenau seine Spiele im Immo Agentur Stadion aus. Im Zuge dessen wurde eine Rasenheizung installiert.